# Céleste Mogador
Élisabeth-Céleste Venard (París, 27 de desembre de 1824 – 18 de febrer de 1909), més coneguda com a Céleste Mogador, i sovint senzillament Mogador, va ser una ballarina, cortesana i escriptora francesa. Fou també la comtessa de Chabrelha.

## Biografia
Filla d'Anne-Victoire Vénard, el seu pare va morir quan tenia sis anys; va ser abandonada per la seva mare i maltractada pel seu padrastre.

## Carrera com a ballarina
Als setze anys, va començar a actuar al Cirque Olympique, o Hipòdrom. Després va ballar al Bal Mabille i al Théâtre Beaumarchais, on va introduir danses com la quadrilla –un precedent del cancan– i el cancan mateix. Se li atribueix ser la primera a ballar la xotis. També va cantar en cabarets, interpretant cançons de Sebastián Iradier. S'ha suggerit que el personatge de Carmen, de l'òpera del mateix nom de Bizet, podria haver estat basat en Mogador.
El 9 de gener de 1854 es va casar a Londres amb Lionel de Moreton, comte de Chabrillan, i dos dies després es van embarcar cap a Melbourne, Austràlia, amb el Croesus, per assumir el seu nomenament com a cònsol general francès. I allà moriria el 1858.

## Mogador, escriptora
El 1854, Céleste Mogador havia publicat unes memòries: Adieu au monde, Mémoires de Céleste Mogador. El seu advocat, Desmarest, l'havia convençut perquè expliqués la història de com havia treballat per sortir de la pobresa i ascendir a la fama. Aquestes memòries van causar escàndol tant a Europa com a Austràlia, on la cortesana esdevinguda comtessa acabava d'instal·lar-se amb el seu nou marit. Tot i que va ser relegada per la seva nova comunitat, va dedicar els dos anys a treballar, estudiar i prendre notes sobre la seva nova vida en un diari. El 1877 les va publicar com a Un deuil au bout du monde; hi descriu les seves experiències a Austràlia. Són també de l'època australiana les novel·les Miss Pewell i Les emigrés. Ella va quedar decebuda de no trobar una editorial per a Les Deux Noms, el seu tercer conjunt de memòries. Tot i que es van perdre durant molts anys, Jana Verhoeven les va trobar a França, i amb l'ajut d'Alan Willey i Jeanne Allen, els va traduir i editar.
Retornada a França al cap de tres anys, per intentar ajudar econòmicament el seu marit, va ser directora d'una empresa de teatre, el Folies-Marigny, als Camps-Elisis, que va haver de liquidar al cap d'un any. També va escriure diverses obres, entre les quals Les voleurs d'or, Les Delictes de la mer, Les Revers de l'Amour, L'Américaine i Pierre Pascal. El seu amic Dumas pare la va ajudar a revisar una versió escènica de la seva novel·la més venuda, Les Voleurs d'or (1857). La seva novel·la Sapho (1858) és la seva única obra de ficció que tracta les injustícies que pateixen les cortesanes. En la novel·la, Marie Laurent és seduïda i posteriorment abandonada. Després d'un intent de suïcidi fallit, torna a aparèixer com la Sapho als baixos fons de Londres buscant revenja. Carol Mossman qualifica la novel·la d'una "fantasia de venjança", que permet a Chabrillan denunciar les indignitats que va patir com a prostituta.
Segons una revisió del seu tercer conjunt de memòries, la vídua de Chabrillan es va enfrontar a moltes dificultats. Les seves memòries documenten dolorosament que se li negava una pensió de vídua, tot i que el seu marit havia treballat com a important empleat del govern i també expliquen com la família Chabrillan havia intentat evitar que publiqués llibres, escenifiqués obres teatrals i dirigís el seu propi teatre. Si bé posa l'accent en els obstacles personals als quals s'enfrontava, també mostra les lluites d'una dona autodidacta per alfabetitzar-se i millorar la seva posició social a la França del segle xix.
Tot i que Céleste Mogador se sentia orgullosa de les dotze novel·les, trenta obres de teatre i operetes, i dotzenes de poemes i lletres patriòtiques que havia escrit, mai no li van proporcionar un ingrés estable i, malauradament, va tenir dificultats econòmiques en diversos moments de la seva vida. Rica en idees, tanmateix, Céleste presumeix: "Si les meves nombroses obres no sobresurten per la seva brillantor literària, ho són, almenys per la seva quantitat. No he imitat mai ningú i no he manllevat mai res d'altres escriptors. Potser m'equivocava, però el que vaig escriure era veritablement meu." Probablement coneixia els crítics que dubtaven si una cortesana podia escriure realment, i certament enfadada per la tendència dels escriptors masculins a "assassinar" les cortesanes al final de les seves novel·les i obres de teatre, Céleste va explicar amb orgull la seva vida més enllà de la prostitució, i fou finalment reconeguda com a escriptora pels seus companys. Tal com assenyala a la darrera línia de les seves memòries, la seva màxima alegria va ser el record dels "meus il·lustres protectors de l'Associació d'Autors Escènics, que em van acceptar com un dels seus i em van concedir una pensió fins al final de la meva vida".

## Un model de referència
I efectivament, la literatura de Chabrillan obtingué un cert respecte i serví de referent: "Si la publicació de les seves memòries el 1854-1858 va commocionar un públic lector, la meitat masculina del qual, en tot cas, participava impunement en la mateixa vida que descriu, altres memòries de dones notòries seguirien: La grande horizontale, Liane de Pougy, va compondre els seus Blue Notebooks de 1919-1937; les memòries de Cora Pearl van aparèixer el 1886, i la fascinant però expurgada Ma doble vie, de Sarah Bernhardt, va ser escrita amb una distància retrospectiva considerable, el 1907." Sullivan també sosté que els escrits de Mogador van inspirar altres cortesanes a protestar contra la seva alienació en les seves pròpies ficcions autobiogràfiques. Per exemple, "Louise de la Bigne va agafar la ploma per escriure ficció cortesana uns 20 anys després, es va rebatejar Valtesse de la Bigne, va gaudir de gran fama durant la dècada de 1870 a Paris, i va prendre el pseudònim Ego quan va publicar Isola." La novel·la de De la Bigne, al seu torn, va inspirar Liane de Pougy a escriure quatre novel·les cortesanes en el París finisecular. Dins d'aquesta estela però amb intenció més publicitària i gens moralitzant havien aparegut les de Rigolboche el 1860 –quan tenia 18 anys-, i després les de Finette el 1867 i les de Rose Pompon el 1877.
Entre les persones amb qui la Mogador es relacionà al llarg de la vida i que es comptaven entre els seus amics hi ha el fotògraf Antoine Fauchery, la també actriu i ballarina Lola Montez, el periodista i editor Émile de Girardin, el músic Georges Bizet, el polític Léon Gambetta, el poeta Théodore de Banville, el Príncep Napoléo o els escriptors Alexandre Dumas (pare) i Dumas (fill). Al voltant de 1885, va descobrir i llançar Louise Weber, que es va fer famosa amb el pseudònim de La Goulue i seria immortalitzada per Toulouse-Lautrec.
Durant la guerra francoprussiana va establir Les Sœurs de France per tenir cura dels soldats ferits i va cedir la seva llar, a Le Vésinet, a nens orfes durant la guerra, per la qual cosa ella i totes les dones de l'associació van rebre un homenatge públic.
Céleste Mogador morí a Montmartre a l'edat de 84 anys el 18 de febrer de 1909.

## El pseudònim
Pel que fa al nom Mogador, designa el bombardeig de la ciutat del Marroc, ara coneguda com a Essaouira, que es produí el 15 d'agost de 1844. Ella explica en el seu primer conjunt de memòries com va adoptar aquest pseudònim el 26 de setembre de 1844, després de conèixer la notícia d'aquests bombardejos:
"Oh! però –va dir [Brididi], estirant-me del braç–, tindria menys problemes per defensar Mogador que a la meva ballarina!... Aquí mateix –va cridar en veu alta– t'anomeno Mogador!"

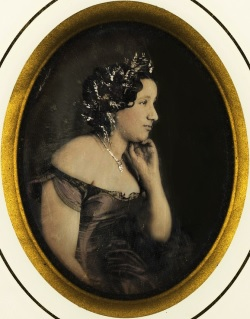
Céleste Mogador, comtessa de Chabrillan

## Obra
- Adieux au monde. Mémoires de Céleste Mogador (1854)

- Les Voleurs d'or (1857)
- Sapho (1858)
- Miss Pewel (1859)
- Est-il fou? (1860)
- Un miracle à Vichy (1861)
- En Australie (comèdia,1862).
- Les Mémoires d'une honnête fille (1865)
- Les Voleurs d'or (drama en cinc actes,1866).
- Les Crimes de la mer (drama en cinc actes,1869).
- Les Revers de l'Amour (comèdia en cinc actes,1870).
- L'Américaine (comèdia en cinc actes,1870).
- Les Deux Sœurs (1876)
- Un deuil au bout du monde (1877).
- Les Forçats de l'Amour (1881).
- Marie Baude (1883).
- Un drame sur le Tage (1885).
- Pierre Pascal (comèdia en cinc actes,1885).